# Brice Couturier
Ne doit pas être confondu avec Brice Teinturier.
Pour les articles homonymes, voir Couturier.
Brice Couturier, né le 25 novembre 1949, est un journaliste, producteur de radio, éditorialiste et essayiste français.

## Biographie
Brice Couturier est né le 25 novembre 1949 à Charenton-le-Pont[réf. nécessaire], fils de Jean-Pierre et Marie-Louise Couturier.[réf. nécessaire]
En khâgne au lycée Lakanal, en 1971-1972, il commence à militer dans la mouvance maoïste (Secours rouge). Il prétend, dans son livre 1969, Année fatidique, que c'était « pour impressionner » une autre élève. Il poursuit ses études à l'université de Vincennes (Paris VIII) en lettres modernes, philosophie et histoire. Il obtient une licence, une maîtrise et un CAPES de lettres, il est admis auditeur à l'École normale supérieure de Saint-Cloud en agrégation de lettres. Il suit un cycle préparatoire de l'ENA (PENA) et obtient un DEA d'histoire.
Il se forme à la radio en devenant chroniqueur, aux côtés de Christophe Bourseiller et d'Ariel Kyrou, dans l'émission Libre-Service sur Radio 7 en 1979 et 1980. En 1983, il crée sur Radio Nova l'émission littéraire et d'easy listening Salon-bar des Premières, réalisée par Jean-Jacques Palix. En 1985, Laure Adler patronne son entrée à France Culture et lui confie deux émissions par semaine, Modernités et Cosmopolites. Il réalise parallèlement plusieurs Nuits magnétiques (Nos années 50, Paul Morand, Emmanuel Berl, La nouvelle donne intellectuelle, etc.). Il quitte volontairement cette radio une première fois en 1990.
En septembre 1981, il quitte définitivement l'enseignement secondaire en devenant l'assistant du groupe socialiste du Sénat pour la commission des Affaires étrangères et de la Défense. Il y reste jusqu'en septembre 1986. Au PS, il est également à cette époque l'assistant du secrétaire national aux Droits de l'homme, Michel de La Fournière et membre du comité de rédaction de la Nouvelle revue socialiste.
Il participe sous le pseudonyme de Bruce Taylor au groupe Jalons. Il y anime la tendance de gauche, « Socialisme ou Barbarie »[réf. nécessaire].
Cofondateur du magazine Globe, il y publie notamment chaque mois la double page La Bourse des Valeurs.
En 1990, il est recruté par le groupe Filipacchi pour relancer le magazine Lui. Il entreprend de repositionner ce titre de presse en généraliste masculin haut-de-gamme. La formule déplaît à Daniel Filipacchi, qui le licencie en 1992.
Il est élu mid-career fellow du St Antony's College de l'université d'Oxford en 1992-1993, puis Senior associate fellow du même établissement en 1996-1998. À Oxford, il entame un travail universitaire consacré à la fascination du communisme chez les intellectuels polonais (thèse de 3e cycle, sous la direction de Krzysztof Pomian).
Brice Couturier vit quelque temps en Pologne (pays auquel il est lié par sa famille), où il est enseignant à l'ENA polonaise.
De retour en France, il intègre L'Événement du jeudi en tant que chef du service "idées" de 1998 à 2000.
Au début des années 2000, il est rédacteur en chef adjoint du mensuel Le Monde des débats (en 2001) et critique musical de Marianne.
Il est professeur associé au centre Hannah Arendt de géopolitique européenne à l'université Paris-Est-Marne-la-Vallée de 2002 à 2008.[réf. nécessaire]
Il est de retour sur France Culture en janvier 2002 et y restera jusqu'en 2021. De 2002 à 2006, il anime une émission hebdomadaire consacrée à l'actualité politique et culturelle en Europe, Cause Commune et, sur la grille d'été, une émission quotidienne de débats de société, Contre-expertise. De décembre 2006 à juillet 2011, il est le producteur de l'émission Du grain à moudre, co-animée avec Julie Clarini jusqu'en 2010, puis avec Louise Tourret de janvier à juillet 2011. De septembre 2011 à juin 2016, il est éditorialiste et co-animateur de l'émission quotidienne Les Matins de France Culture. Il lit à l'antenne une chronique intitulée Les idées claires. Plus de mille chroniques sur les sujets les plus divers. De septembre 2017 à juin 2021, il présente du lundi au vendredi, sur France Culture, Le Tour du monde des idées : « À l’affût des nouvelles parutions sur les 5 continents, livres, revues, articles, imprimés ou numériques, Brice Couturier lit pour vous, avec l’appétit qui le caractérise, tout ce qui lui passe par la main et vous en propose la synthèse ». Il annonce quitter France Culture en juin 2021. Dans une interview donnée à Betrand Burgalat, il dit : "À France Culture, ces vingt dernières années, j’ai peut-être représenté le libéral de service. Je faisais sans doute partie de la « diversité », en somme… En tous cas, je peux vous dire une chose : j’y ai toujours bénéficié d’une liberté de parole totale".
Brice Couturier a appartenu au comité de rédaction de la revue Le Meilleur des mondes, créée en 2006 et fermée en 2008.
Il a été l'auteur d'articles dans les revues Communisme et Esprit, ainsi que dans l'hebdomadaire Franc-Tireur, avant de quitter la rédaction de ce dernier à la suite de désaccords concernant l'allégation d'ingérence russe.
Il a également publié plusieurs articles dans la Revue des Deux Mondes et il contribue régulièrement à l'hebdomadaire Le Point depuis 2014.

## Orientation politique
Brice Couturier a appartenu au PSU, puis a été dans la mouvance maoïste dans sa jeunesse. Il a adhéré ensuite au Parti socialiste et milité dans le courant rocardien.
De 1981 à 1986, il est assistant parlementaire du groupe socialiste du Sénat pour la commission des Affaires étrangères et de la Défense.
Il a fait partie de La Gauche moderne lors de sa fondation en 2007 par Jean-Marie Bockel.
Il collabore au Laboratoire de la République, un think tank créé par Jean-Michel Blanquer.

## Prises de position et critiques
Brice Couturier se réclame d'un libéralisme de gauche et dénonce à de nombreuses reprises l'« islamo-gauchisme ». Il s'est opposé ces dernières années au « parti des médias », qu'il accuse d'être trop marqué par les idées de la gauche radicale.
Il décrit à quel point les attentats du 13 novembre 2015 et celui contre Charlie Hebdo, symbole de l'esprit de sa génération, ont été un choc pour lui, ayant paradoxalement eu pour conséquence de lui avoir « rendu la France », selon le mot de Louis Aragon devenu patriote lors de l'Occupation. Sa « Lettre ouverte aux djihadistes qui nous ont déclaré la guerre  », lue au micro des Matins de France Culture du 13 novembre 2015, a été publiée par le manuel de français pour la classe de 4e publié par les éditions Nathan.
En janvier 2016, à l'occasion du colloque du comité Orwell, il déplore notamment que les « commentateurs autorisés » passent leur temps à « noyer le poisson », par exemple avec « le coup du loup solitaire qui est destiné à masquer le fait que nous avons dans notre pays une cinquième colonne islamiste ». Martin Coutellier, sur le site d'analyse des médias Acrimed, estime que cette critique de Couturier est « émise sans aucun exemple à l’appui, et au mépris des innombrables contre-exemples de dénonciation » menés dans certains médias, dont Acrimed.
Il déclare que face à l'islamisme et d'une manière globale « les journalistes ne savent rien, ce sont des idéologues fous, ils sont piteux, ils sont miséreux. » Il critique également les universitaires qu'il qualifie de « bien pensants » — « ces idéologues de petit calibre, cooptés par leurs camarades de l'Université » — et qui, selon lui sont « arrogants », « incultes » et « méprisent les faits, les chiffres, la réalité ».
Couturier tient des propos virulents à l'égard du mouvement des Gilets jaunes, qu'il présente comme étant d’extrême droite et contrôlé à distance par la Russie : « Poutine est à la manœuvre. Une petite guerre civile en France ferait bien ses affaires ». De même, le 24 septembre 2022, il compare le parti politique La France Insoumise à une secte et son leader, Jean-Luc Mélenchon, à un gourou ; les autres dirigeants de ce parti sont comparés par Brice Couturier à des prédateurs sexuels.
Ses prises de position en ont fait un objet d'étude pour les auteurs critiques des médias dominants. En 2018, Sébastien Fontenelle, Mona Chollet, Olivier Cyran et Laurence De Cock, dans Les Éditocrates 2, dressent de lui un portrait critique.
L'hebdomadaire Marianne estime en 2020 que Brice Couturier défend « l'action du gouvernement avec une ferveur qui confine au fanatisme. Auteur d'une biographie hagiographique du président (Macron, un président philosophe), Couturier est allé jusqu'à animer des débats pour le compte de LREM lors de la campagne des européennes en 2019 »; il affirme que le « Parti des médias » serait « à gauche » et viserait à perturber l'action d'Emmanuel Macron.
Il fait partie de la première liste des signataires du Manifeste femelliste porté par Dora Moutot et Marguerite Stern dans le cadre de la création d'un mouvement contre la transidentité.
En février 2023, il est signataire de la tribune "Plainte contre Dora Moutot : "Le transgenrisme aura-t-il la peau de la liberté d’expression ?"". En avril 2023, il cosigne avec des personnalités du monde académique et de la psychanalyse, tels qu'Élisabeth Badinter, Jean François Mattei, Marie-Jo Bonnet entre autres une tribune publiée dans le journal de droite Le Point où il travaille. Elle vise à dénoncer des prétendues dérives du Planning familial, accusé d'être un refuge de militants "transactivistes". Mais aussi à demander l'interdiction des formations sur l'éducation à la vie sexuelle et affective dispensées auprès des écoliers et des lycéens par cette association, ainsi qu'un contrôle de son financement public. Une tribune d'un collectif d’universitaires, médecins, sociologues, écrivaines et écrivains parue dans Le Monde en mai 2023, répond à celle du Point. Pointant la négation par la tribune de la recherche scientifique, elle défend notamment les subventions de l'association féministe.

## Publications

### Auteur
- Une scène-jeunesse, éditions Autrement, 1983  (ISBN 978-2867050824)
- Macron, un président philosophe, éditions de l'Observatoire, 2017  (ISBN 979-10-329-0264-6)
- 1969, année fatidique, éd. de l'Observatoire, 2019  (ISBN 979-10-329-0387-2)
- Ok Millennials ! Puritanisme, victimisation, identitarisme, censure... L'enquête d'un « baby boomer » sur les mythes de la génération woke, éd. de l'Observatoire, 2021  (ISBN 979-10-329-1833-3)
- 1979, le grand basculement du monde, éditions Perrin, 2024  (ISBN 978-2-262-10110-7)

### En collaboration ou contributions
- L'Année stratégique, sous la direction de Pascal Boniface, Éditions maritimes et d'outre-mer, 1984
- Réflexions sur la question goy, éd. Lieu commun, 1988, coécrit avec Guy Konopnicki
- Irak, An I. Un autre regard sur un monde en guerre, sous la direction de Pierre Rigoulot et Michel Taubmann, éditions du Rocher, 2004
- Existe-t-il une Europe philosophique, sous la direction de Nicolas Weill, Presses universitaires de Rennes, 2005
- Dictionnaire du communisme, sous la direction de Stéphane Courtois, éditions Larousse, 2007
- Comprendre la mondialisation III, éd. de la BPI 2008, coécrit avec Anne Bauer, Benoît Frydman, François Gaudu, Olivier Godard, Yannick Jadot  (ISBN 978-2-84246-114-0)